# Novo Orahovo
Novo Orahovo (izvirno srbsko Ново Орахово; madžarsko Zentagunaras) je naselje v Srbiji, ki upravno spada pod Občino Bačka Topola; slednja pa je del Severnobačkega upravnega okraja.

## Demografija
V naselju živi 1602 polnoletnih prebivalcev, pri čemer je njihova povprečna starost 40,7 let (39,4 pri moških in 42,0 pri ženskah). Naselje ima 783 gospodinjstev, pri čemer je povprečno število članov na gospodinjstvo 2,59.
To naselje je v glavnem madžarsko (glede na rezultate popisa iz leta 2002), a v času zadnjih treh popisov je opazno zmanjšanje števila prebivalcev.
|  |

| Demografija | Demografija     | Demografija     |
| Leto        | Št. prebivalcev | Št. prebivalcev |
| ----------- | --------------- | --------------- |
|             |                 |                 |
|             |                 |                 |
|             |                 |                 |
|             |                 |                 |
| 1948        | 3119            |                 |
| 1953        | 2859            |                 |
| 1961        | 2970            |                 |
| 1971        | 2673            |                 |
| 1981        | 2307            |                 |
| 1991        | 2263            | 2207            |
| 2002        | 2151            | 2029            |
|             |                 |                 |

| Etnična sestava po popisu iz leta 2002 | Etnična sestava po popisu iz leta 2002 | Etnična sestava po popisu iz leta 2002 | Etnična sestava po popisu iz leta 2002 | Etnična sestava po popisu iz leta 2002 |
| -------------------------------------- | -------------------------------------- | -------------------------------------- | -------------------------------------- | -------------------------------------- |
| Madžari                                | Madžari                                |                                        | 1.737                                  | 85,60%                                 |
| Rusini                                 | Rusini                                 |                                        | 181                                    | 8,92%                                  |
| Srbi                                   | Srbi                                   |                                        | 59                                     | 2,90%                                  |
| Jugoslovani                            | Jugoslovani                            |                                        | 14                                     | 0,68%                                  |
| Hrvati                                 | Hrvati                                 |                                        | 7                                      | 0,34%                                  |
| Črnogorci                              | Črnogorci                              |                                        | 4                                      | 0,19%                                  |
| Muslimani                              | Muslimani                              |                                        | 1                                      | 0,04%                                  |
| Bunjevci                               | Bunjevci                               |                                        | 1                                      | 0,04%                                  |
| Neznano                                | Neznano                                |                                        | 1                                      | 0,04%                                  |